# Platycephalus arenarius
Platycephalus arenarius är en fiskart som beskrevs av Ramsay och Ogilby, 1886. Platycephalus arenarius ingår i släktet Platycephalus och familjen Platycephalidae. Inga underarter finns listade i Catalogue of Life.